# トランスフォーマー リターン・オブ・コンボイ
トランスフォーマーリターン・オブ・コンボイとは、トランスフォーマーシリーズの玩具のみで進行していた企画。1991年に商品展開された。タイトルの通り、かつての人気キャラクター・コンボイの再来を最大のテーマとしている。
ストーリーとしては、『トランスフォーマーZ』の続編にあたる。映像化はされていないが、雑誌では『ザ・バトルスターズ』のタイトルで漫画作品として掲載された。

## ストーリー
デストロンに謎の新大帝ダークノヴァが出現。さらにかつての破壊大帝メガトロンがスーパーメガトロンとして復活した。かつてないこの危機にサイバトロンは、初代総司令官コンボイの捜索のため、スカイギャリー率いる新戦士団バトルスターズを結成。そして、デストロンの衛星基地ルシファーに葬られていたコンボイはダイアトラスの持つ超エネルギー・ゾディアックを受け継ぎ、スターコンボイとして蘇った！

## 登場キャラクター
声はトランスフォーマーテレフォンのもの。

### サイバトロン
総司令官 スターコンボイ
声 - 玄田哲章
『トランスフォーマー ザ☆ヘッドマスターズ』において再び命を落とした総司令官コンボイが、ダイアトラスのエネルギーを受け継ぎ、身長45メートル、体重2千トンもの巨大な体躯を得て復活した姿。バトルスターズを含むサイバトロン全軍の最高総司令官である。巨大トレーラーと基地形態に変形する。トレーラー形態ではバトルスターズのグランダスを牽引し、その上部にスカイギャリーが搭載することで、3体のパワーを集結した必殺技・3連合体バトルスターアタックを繰り出す。
玩具では電動走行機能を搭載。後述のマイクロトランスフォーマーサイズのホットロディマスが付属。
エアーボット部隊
初代「トランスフォーマー」より登場した、サイバトロン初の航空部隊。コンボイの発案で誕生し、過去のコンボイ誕生に関わっている。
ロボットポイント通販専用商品として再発売され、グラビアにも登場している。

#### バトルスターズ
コンボイ捜索のために組織された精鋭部隊。
バトルスターズ隊長 スカイギャリー
新戦士団バトルスターズを率いる総司令官代理。コンボイ捜索という任務の重大さから、常に自身を抑えて行動する。巨大ジェット機と基地形態に変形する。必殺技はミステリーサークルパンチ。
玩具ではミサイルタンク型マイクロトランスフォーマー、ショットボンバーが付属。
ロボットベース グランダス
バトルスターズの副隊長で、スカイギャリーの親友。空母と前線基地に変形する。怪力の持ち主だが、温和な性格のために後方支援を好む。必殺技はストーンヘンジキック。
玩具ではパトカー型マイクロトランスフォーマー、スピナーが付属。また、ダイアトラスと連結して牽引することも可能。

#### マイクロトランスフォーマー
六体合体戦士 シックスライナー
バトルスターズの太陽系地区防衛戦士。ライナーチームに所属する一番戦士リーフ、二番戦士ディーゴ、三番戦士ナイト、四番戦士アラン、五番戦士スパーク、六番戦士ジョーが合体して巨大戦士シックスライナーとなる。
また、合体前の各員はそれぞれ東北新幹線200系、SL、ブルートレインEF66形電気機関車、TGV、東海道新幹線100系、スーパーひたち651系特急形電車にも変形可能。

##### マイクロトレーラーズ
バトルスターズの一員。マイクロトランスフォーマー4体組チームで、各自が専用の運搬用トレーラーマイクロトレーラーを持つ。
後期に登場するキャラクター（シャトルロケットWチーム以降）は、単独では変形せず、2名のキャラクターが合体して1つのマシンになる。
この他、前作までに登場しているレスキューパトロールチーム、バトルパトロールチーム、スーパーカーパトロールチームもマイクロトレーラーズとして再登場する。
怪力戦士 ビッグトラックチーム
ビッグホーラー、スローポーク、ヘビートレード、ハイドロリックの4名からなる切り込み部隊。
それぞれセミトレーラー、レッカー車、トラクター、フォードブロンコに変形する。
機動戦士 ホットロッドチーム
ルーカス、グリース、バニシング、レッグスの4名からなるベテラン戦士チーム。
それぞれウィリークーパー、シボレー、マスタング、フォードクーペに変形する。
砲撃戦士 ミリタリーチーム
ボンブショック、トレーサー、グロウル、ドロップショットの4人からなる戦略エキスパートチーム。
それぞれタンク、ヘリコプター、ジープ、装甲車に変形する。
流星戦士 シャトルロケットWチーム
フェイサー、ブレストマスター、ムーンロック、ミサイルマスターの4名からなる宇宙戦チーム。
前者2名は合体してスペースシャトルに、後者2名は合体してロケットトレーラーとなる。
迎撃戦士 ファイヤータンカーWチーム
ホイールブリーズ、ロードバーナー、オイラー、スライドの4名からなるチーム。
前者2名は合体して消防車に、後者2名は合体してタンクローリーとなる。
空海戦士 レーダーホバーWチーム
パワーラン、ストライクダウン、バラージ、ヘイブの4名からなるチーム。
前者2名は合体してホバークラフトに、後者2名は合体してレーダートラックとなる。
建設戦士 ダンプショベルWチーム
スレッジ、ハンマー、グリット、ノックアウトの4名からなる建設チーム。
前者2名は合体してダンプトラックに、後者2名は合体してショベルトレーラーとなる。
巨重戦士 クレーンキャノンWチーム
ストーンクランチャー、エクスカベイター、ダイレクトヒット、パワーパンチの4名からなる怪力チーム。
前者2名は合体してクレーントレーラーに、後者2名は合体してキャノントレーラーとなる。
攻撃戦士 ジェットタンクWチーム
ファイアショット、バンキッズ、メルトダウン、ハーフトラックの4名からなる攻撃部隊。
前者2名は合体してブラックバードに、後者2名は合体してタンクトレーラーとなる。

### デストロン
デストロン側のキャラクターはいずれも商品化されていない。
大帝王 ダークノヴァ
宇宙征服とエネルギー強奪を目的とする謎の新大帝。当初のカタログイラストはユニクロンを髣髴させる。
破壊大帝 スーパーメガトロン
声 - 加藤精三
メガトロンがダークノヴァの力で強化復活した姿。スターコンボイと同等の力を持ち、マッハ10で飛ぶガンジェット（銃型の戦闘機）に変形する。
人間を食べてエネルギーに変えることができる。
最強破壊大帝 ウルトラメガトロン
スターコンボイたちのスターベースアタックに一度は倒れたスーパーメガトロンが、ダークノヴァの力でさらに強化されて甦った姿。スターコンボイの10倍のパワーを持ち、飛行重戦車に変形する。武器はスターバスター砲。後にダークノヴァと合体（どちらが主導権を持つか不明）､星の巨人となる。
戦闘兵士 ギャラマン
スーパーメガトロン配下の兵士。多数いる。後に強化型のグレートギャラマンが登場。
ノヴァロイド
ダークノヴァの分身の隕石ロボット。